# Rashaad Penny
(en) Statistiques sur pro-football-reference
Rashaad Armein Penny, né le 2 février 1996 à Norwalk, Californie, est un sportif professionnel américain de football américain ayant évolué au poste de running back dans la National Football League (NFL) pendant six saisons (2018-2023).
Au niveau universitaire, il a joué pendant quatre saisons (2014-2017) dans la NCAA Division I FBS pour les Aztecs de l'université d'État de San Diego. En 2017, il est le meilleur running back de la saison avec 2 248 yards et 23 touchdowns inscrits en 289 courses, ce qui lui permet de terminer cinquième au vote du trophée Heisman et d'être sélectionné dans la première équipe All-American.
Sélectionné en 27e choix global lors du premier tour de la draft 2018 de la NFL par la franchise des Seahawks de Seattle, il y reste cinq saisons (2018-2022) avant de rejoindre les Eagles de Philadelphie (2023) et les Panthers de la Caroline (2024). Cependant, avant le début de la saison 2024, il annonce qu'il a décidé de prendre sa retraite sportive.

## Statistiques

### Universitaires
| Année       | Équipe                    | Statut      | MJ |     | Courses | Courses | Courses | Courses |       | Passes réceptionnées | Passes réceptionnées | Passes réceptionnées | Passes réceptionnées |
| Année       | Équipe                    | Statut      | MJ | Nb. | Yards   | Moy.    | TD      | Nb.     | Yards | Moy.                 | TD                   |                      |                      |
| 2014        | Aztecs de San Diego State | Fr.         | 10 | 02  | 0 22    | 11,0    | 0       | -       | -     | -                    | -                    |                      |                      |
| 2015        | Aztecs de San Diego State | So.         | 14 | 061 | 0 368   | 06,0    | 04      | 08      | 120   | 15,0                 | 1                    |                      |                      |
| 2016        | Aztecs de San Diego State | Jr.         | 14 | 135 | 1 005   | 07,4    | 11      | 15      | 224   | 14,9                 | 3                    |                      |                      |
| 2017        | Aztecs de San Diego State | Sr.         | 13 | 289 | 2 248   | 07,8    | 23      | 19      | 135   | 07,1                 | 2                    |                      |                      |
| Totaux NCAA | Totaux NCAA               | Totaux NCAA | 51 | 487 | 3 643   | 07,5    | 38      | 42      | 479   | 11,4                 | 6                    |                      |                      |

### Professionnelles
| Année      | Équipe                 | MJ |     | Courses | Courses | Courses | Courses |       | Passes réceptionnées | Passes réceptionnées | Passes réceptionnées | Passes réceptionnées |
| Année      | Équipe                 | MJ | Nb. | Yards   | Moy.    | TD      | Nb.     | Yards | Moy.                 | TD                   |                      |                      |
| 2018       | Seahawks de Seattle    | 14 | 085 | 419     | 4,9     | 2       | 9       | 75    | 08,3                 | 0                    |                      |                      |
| 2019       | Seahawks de Seattle    | 10 | 065 | 370     | 5,7     | 3       | 8       | 83    | 10,4                 | 1                    |                      |                      |
| 2020       | Seahawks de Seattle    | 03 | 011 | 034     | 3,1     | 0       | -       | -     | -                    | -                    |                      |                      |
| 2021       | Seahawks de Seattle    | 10 | 119 | 749     | 6,3     | 6       | 6       | 48    | 08,0                 | 0                    |                      |                      |
| 2022       | Seahawks de Seattle    | 05 | 055 | 346     | 6,1     | 2       | 4       | 16    | 04,0                 | 0                    |                      |                      |
| 2023       | Eagles de Philadelphie | 03 | 033 | 011     | 3,0     | 0       | 1       | 05    | 05,0                 | 0                    |                      |                      |
| Totaux NFL | Totaux NFL             | 45 | 370 | 1 929   | 5,3     | 13      | 28      | 227   | 06,1                 | 1                    |                      |                      |

| Année      | Équipe              | MJ |     | Courses | Courses | Courses | Courses |       | Passes réceptionnées | Passes réceptionnées | Passes réceptionnées | Passes réceptionnées |
| Année      | Équipe              | MJ | Nb. | Yards   | Moy.    | TD      | Nb.     | Yards | Moy.                 | TD                   |                      |                      |
| 2018       | Seahawks de Seattle | 1  | 4   | 29      | 7,3     | 0       | -       | -     | -                    | -                    |                      |                      |
| Totaux NFL | Totaux NFL          | 1  | 4   | 29      | 7,3     | 0       | -       | -     | -                    | -                    |                      |                      |

## Vie personnelle
Fils de Robert et Desiree Penny, Rashaad a quatre frères et sœurs dont Elijhaa également joueur de football américain évoluant au poste de running back dans la NFL. Ils habitent à Lake Elsinore dans deux maisons voisines.